# Giuseppe II d'Asburgo-Lorena
Giuseppe Benedetto Augusto Giovanni Antonio Michele Adamo d'Asburgo-Lorena (Vienna, 13 marzo 1741 – Vienna, 20 febbraio 1790) è stato Imperatore dei Romani dal 1765, dapprima associato al trono sui domini della famiglia d'Asburgo con la madre Maria Teresa fino alla morte di lei, avvenuta nel 1780, e quindi anche arciduca d'Austria e unico regnante fino alla sua morte, avvenuta nel 1790.
Illuminato e poco cattolico, durante il suo regno venne considerato dai suoi contemporanei come il tipico rappresentante del "dispotismo illuminato", non credendo nel diritto divino dei re, e come imperatore continuò l'opera della madre secondo i principi del giurisdizionalismo.
La sua politica ecclesiastica si ispirava al febronianesimo e fu chiamata giuseppinismo in suo onore. Con essa l'imperatore intendeva unificare nelle mani dello Stato i poteri sul clero nazionale, sottraendoli al papa e ai suoi rappresentanti, i nunzi apostolici, in maniera molto simile al gallicanesimo francese. Per questa sua propensione a interessarsi agli affari ecclesiastici venne soprannominato anche re sacrestano.

## Biografia

### I primi anni
Giuseppe II nacque a Vienna il 13 marzo 1741, primo figlio maschio di Maria Teresa d'Asburgo e di suo marito, l'imperatore Francesco Stefano di Lorena.
Nel Viennese Diarium, il gazzettino ufficiale della capitale dell'impero, non appena si seppe della notizia della nascita del futuro erede al trono, venne diffusa la seguente notizia:
La sera stessa della sua venuta alla luce, Giuseppe II venne battezzato e singolari furono i suoi padrini: Benedetto XIV partecipò per procura delegando l'arcivescovo di Vienna, il cardinale Sigismund von Kollonitz, mentre il re Augusto III di Polonia venne rappresentato in questa occasione dal feldmaresciallo Giuseppe Federico di Sassonia-Hildburghausen. Al bimbo furono imposti i nomi di Giuseppe Benedetto Augusto Giovanni Antonio Michele Adamo (di cui il secondo e il terzo vennero certamente scelti in onore dei padrini).
Giuseppe era nato poco dopo lo scoppio della Guerra di successione austriaca, dalla quale l'Austria sarebbe uscita profondamente provata; la madre Maria Teresa quindi predispose per lui un'educazione orientata al meglio delle conoscenze culturali e militari dell'epoca, con gli studi degli scritti di Voltaire e degli enciclopedisti francesi da una parte e l'esempio di Federico II di Prussia dall'altra. Ufficiali di governo lo istruirono sui meccanismi di funzionamento e sui dettagli dell'amministrazione delle numerose componenti dello stato imperiale, così da farne un giorno anche un attento burocrate.

### Giuseppe II: da re dei Romani a imperatore

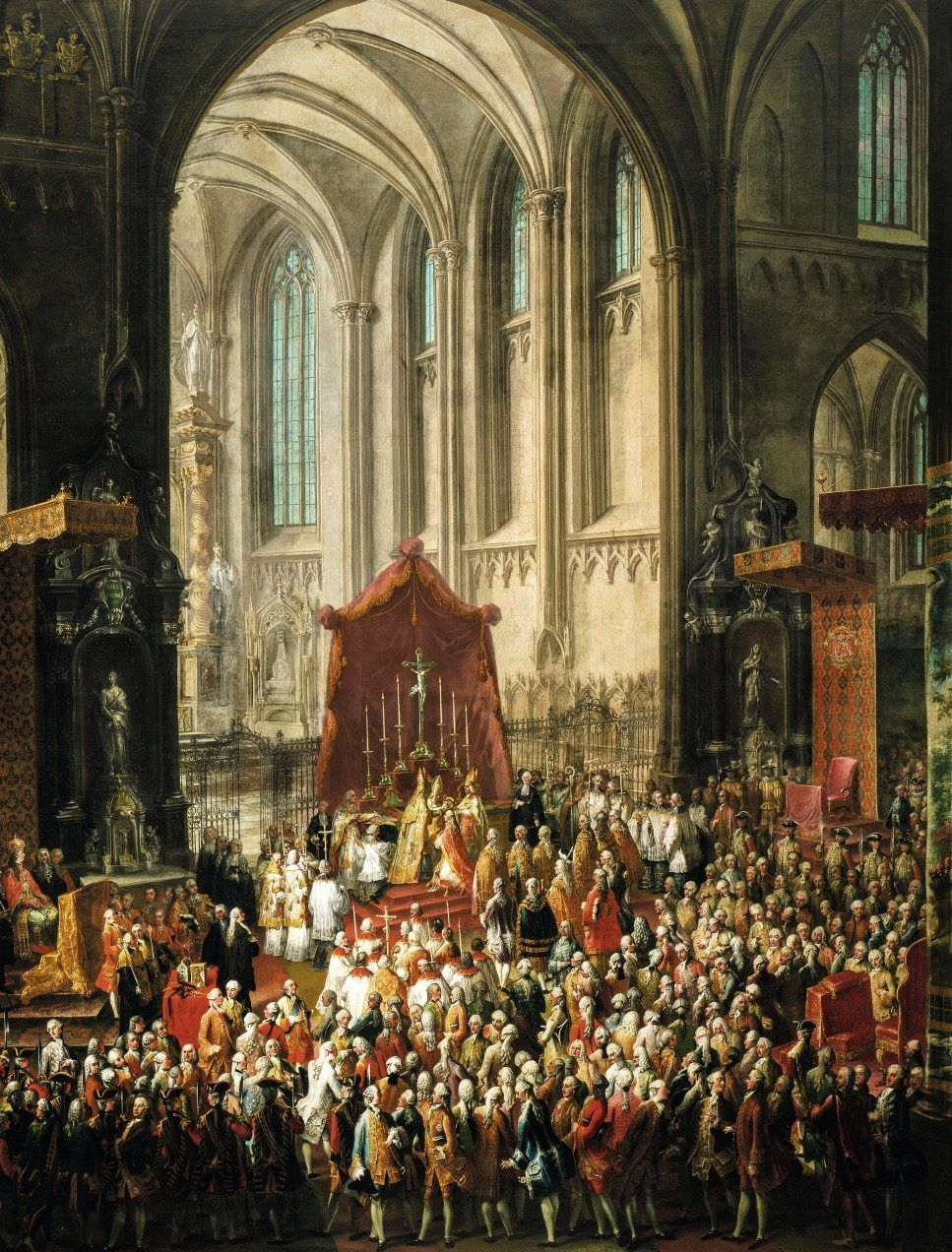
Dipinto raffigurante l'incoronazione dell'arciduca Giuseppe d'Asburgo-Lorena ad imperatore del Sacro Romano Impero, di Martin van Meytens, Palazzo di Schönbrunn

Il 27 marzo 1764 Giuseppe II, reputato ormai sufficientemente adulto da poter condividere i poteri paterni e per consacrarlo quale futuro erede al trono imperiale, venne prescelto a Francoforte sul Meno, di fronte alla dieta imperiale riunita, quale re di Germania (titolo sussidiario a quello di imperatore del Sacro Romano Impero) e venne incoronato il 3 aprile di quello stesso anno, assumendo il motto personale Virtute et exemplo.
Nel 1765, alla morte improvvisa del padre, Giuseppe II poté assurgere al trono del Sacro Romano Impero. Nello stesso anno venne altresì associato ufficialmente alla madre come co-reggente su tutti gli stati di collazione arciducale, senza però avere la possibilità di dare spazio alle proprie iniziative di governo. La posizione di imperatore del Sacro Romano Impero, inoltre, dalla metà del Seicento, era divenuta più un titolo d'onore che una vera e propria carica statale, il che diminuì ulteriormente la sua influenza sugli affari di governo, pur concedendogli un controllo pressoché totale sulle finanze dello Stato.
Sappiamo dai documenti d'epoca che in moltissime occasioni Giuseppe aveva manifestato idee completamente opposte a quelle della madre, soprattutto in politica interna, ma fu comunque soggetto alla predominante figura di Maria Teresa, la quale del resto contribuì a instradare la sua educazione verso gli ideali dell'illuminismo, che poi fonderanno la base della politica di Giuseppe II. Alla morte della madre nel 1780, divenuto anche arciduca d'Austria, Giuseppe II tentò di riconvertire la propria politica, ma questo si sarebbe dimostrato eccessivamente scorretto nei confronti della propria condotta personale e dello Stato, che già da diverso tempo era stato abituato a una linea di impostazione teresiana.

## Riforme

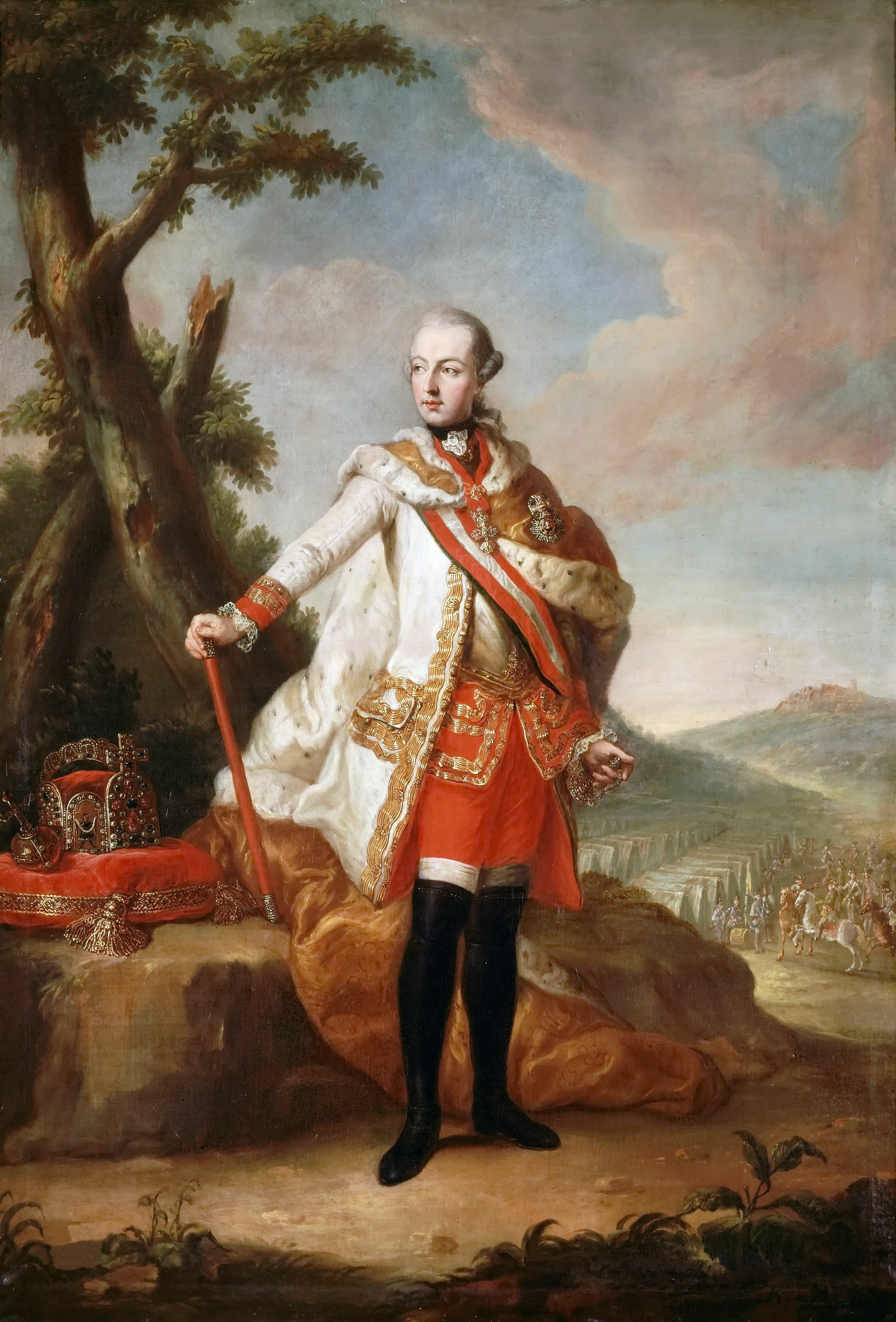
Ritratto dell'imperatore Giuseppe II d'Asburgo-Lorena, di Anton von Maron, Reggia di Versailles

Giuseppe II è noto soprattutto per essere stato uno dei maggiori sovrani della storia propugnatori dell'assolutismo illuminato. Questo si può dedurre in prima istanza proprio dai suoi scritti, dai quali si evince che egli concepiva il proprio ruolo di capo della nazione come un dovere sacrosanto da adempiere per essere il tramite che legava Dio al suo popolo, incentrando sempre più il ruolo di governo sulla sua persona, pur mantenendo una politica e degli ideali di stampo illuminista: "Tutto per il popolo, ma niente attraverso il popolo" è il motto con cui sovente si è identificata la condotta del regno di Giuseppe II.
Così, Giuseppe II recuperò non solo l'influenza dell'aristocrazia austriaca, ma anche la tradizione cavalleresca e medioevale che lo consacrava come re-sacerdote, fatto che lo spinse molto a considerare attivamente gli affari ecclesiastici come affari di governo. Nel 1782, inoltre, abolì le servitù personali dei contadini e nelle proprietà reali essi divennero affittuari ereditari.
A questo si accompagnava anche una grande tendenza al centralismo che lo portò a progettare un'ambiziosa politica interna all'impero: egli voleva infatti fare dell'Austria un potente stato unitario con la Germania, abolendo tutte le differenze e i privilegi linguistici e culturali che contraddistinguevano le nazioni parti del Sacro Romano Impero sottoposte alla sua guida. Ciò scatenò quasi ovunque nell'impero tendenze nazionaliste e rivolte popolari che lo fecero recedere da questo progetto.
Un altro rimarchevole aspetto della politica di Giuseppe II fu la sua "ars politica", che si espresse in maniera compiuta nella sua attenzione alle espressioni artistiche del suo tempo. Per il Burgtheater di Vienna incaricò il compositore Wolfgang Amadeus Mozart, tramite il conte Francesco Orsini von Rosenberg, direttore degli spettacoli di corte, di comporre quello che sarebbe divenuto Il ratto dal serraglio, rappresentato nel 1782, contribuendo a diffondere la lingua tedesca attraverso il canto e la musica piacevole. La cooperazione con Mozart venne fedelmente mantenuta anche negli anni successivi con la prima esecuzione, nel 1786, de Le nozze di Figaro e, nel 1790, con Così fan tutte, quando ormai lo stesso imperatore si era reso conto che il Singspiel in tedesco non aveva attecchito e aveva preferito fare ritorno alla lingua italiana, pur conservando e promuovendo i talenti della propria patria come Mozart.
Una delle sue preoccupazioni fu il benessere del proprio popolo, in particolare sotto l'aspetto della salute, che egli curò in maniera particolare con la costruzione di un ospedale a Vienna: il nosocomio prese il nome di "Josephinum" e venne personalmente progettato dal monarca nei più piccoli dettagli.
La sua riforma degli orari di lavoro per operai e braccianti fu invece osteggiata dalla vecchia classe dirigente austriaca, che vedeva nel lavoro a basso prezzo delle classi meno agiate una forma facile di guadagno e sfruttamento.

### Riforme giudiziarie
Nel campo delle fonti normative attuò tre interventi di grande rilievo, sempre improntati a quelli che sono i compiti del despota illuminato. Nel 1781 diede alla luce il Civil Gerichtsordnung (CGO), un Codice di procedura civile davvero innovativo e avanzato per i tempi e che, infatti, rimarrà in vigore fino alle soglie del ‘900. Era un codice autonomo e autointegrante e prevedeva, in un'ottica giurisdizionalista, un forte controllo dello Stato sul giudice e sull'azione legale. Al giudice venivano, infatti, tolti numerosi poteri arbitrari di cui disponeva e venivano subordinati alla legge; rispetto alle parti, inoltre, gli venivano assegnate notevoli funzioni incidenti sull'andamento del giudizio: era un vero e proprio motore del procedimento, in netto contrasto con la tradizione di diritto comune.
Tentò poi di portare avanti il progetto di Codex della madre con il Josephinisches Gesetzbuch, ma lo abbandonò presto per dedicarsi al suo importantissimo Josephinisches Strafgesetz (1787). Questa legge penale, che avrebbe dovuto essere applicata anche in Lombardia con il nome di “Codice”, non entrò mai in vigore, perché l'imperatore morì prima della sua promulgazione. Era comunque un passaggio fondamentale nel percorso dell'Austria verso la codificazione, perché può essere considerato il primo codice penale moderno. Per questo testo Giuseppe II fece propria la tradizione di Beccaria, ma a volte ne eliminò il contenuto umanitario, prediligendo la concezione utilitaristica, comunque presente. La sola funzione della pena è quella di prevenire la commissione di crimini, quindi ciò che interessa è la sua efficacia: non importa quanto le pene siano dure o inumane, importa solo che siano utili al loro fine.
Accanto a elementi così autoritari, la legge, tuttavia, fa propri anche alcuni avanzati principi di garanzia, come il principio di legalità, proporzionalità e personalità della pena, il divieto di analogia e l'eliminazione della discrezionalità del giudice. C'è inoltre un'innovativa revisione della figura di reato, che viene scisso in due grandi categorie: i reati criminali e i reati politici. I primi sono quei comportamenti che violano norme di diritto naturale, ossia interessi che sempre e in ogni ordinamento saranno tutelati; mentre i secondi sono comportamenti che ogni singolo ordinamento può decidere se reprimere o meno e vengono puniti perché sono proibiti, non perché sono ingiusti. Molti reati criminali, puniti con pene più dure, vengono declassati a reati politici, quindi puniti con pene meno severe; fra questi, in particolare, i reati religiosi.
Era estremamente innovativo nella misura in cui non prevedeva la pena di morte, seppur lo facesse solo in un'ottica utilitaristica e non umanitaria: le pene più durature e più crude rimangono maggiormente impresse nei consociati, quindi sono più utili della pena di morte che, tutto sommato, è rapida e si dimentica in fretta. Accanto ad alcuni punti di arretratezza, come l'imprescrittibilità di reato e pena, c'era, però, un'altra grande innovazione in questo testo: l'unificazione del soggetto di diritto; si perveniva così finalmente ad assoggettare tutti i sudditi a una stessa legge.
Il terzo grande sforzo giuridico di Giuseppe II si ebbe con il Kriminal Gerichtsordnung (KGO) del 1788. Questo regolamento giudiziario in campo penale era un Codice (il primo Codice di procedura penale moderno) al contempo garantista e statualista, perché, accanto a norme che volevano limitare l'arbitrio del giudice, poneva alcuni istituti a favore dell'imputato. Si inserirono nel processo penale una serie di cautele, come l'abolizione della tortura (strumento arbitrario per eccellenza), per evitare che il giudice sfuggisse al controllo statale; inevitabilmente provvedimenti di questo tipo ricadevano positivamente sull'imputato. Era prevista inoltre la possibilità che il giudice raggiungesse sia la prova della colpevolezza, alla quale sarebbe seguita una condanna dell'imputato, sia quella della sua innocenza, alla quale sarebbe seguita naturalmente l'assoluzione. Innovativo in tal punto era l'inserimento dell'assoluzione per insufficienza di prove, quando il giudice non potesse pervenire né a una condanna, né a un'assoluzione; si eliminava così la figura poco garantista del semi-reo. Veniva anche disciplinato dettagliatamente l'istituto delle prove, con particolare specificità sulla prova piena, che si aveva solo in caso di confessione, di due testimonianze concordanti o di almeno due circostanze. Questa terza situazione, tuttavia, comportava una pena minore.
La difesa tecnica veniva eliminata, perché era il giudice stesso che doveva cercare, oltre alle prove incriminanti, anche le prove dell'innocenza dell'imputato: si doveva comportare da accusatore e da difensore al contempo, con un inevitabile abbandono del reo nelle mani di un'unica persona. Tuttavia, come contemperamento di questa situazione, era richiesto al giudice di comportarsi correttamente; ma l'ago della bilancia era nuovamente sbilanciato a favore del magistrato nella misura in cui questo comportamento leale era richiesto anche all'imputato, che, se taceva o si fingeva malato, sarebbe stato castigato.
Tornava anche qui la compresenza di norme dal contenuto fortemente innovatore, garantista e statualista con norme che, invece, ancora “condannavano” l'imputato a essere un mezzo di prova.

### Riforme interne ed economiche

#### Centralizzazione e l'uniformità dello stato
Sotto il governo di Giuseppe II si fecero ampia strada gli ideali del mercantilismo e della fisiocrazia, il che portò essenzialmente a dei rinnovamenti in campo tecnologico, facendo giungere l'Austria a uno stato di grande avanzamento nel campo industriale, seppur minimo, visto che lo Stato asburgico aderì solo in minima parte alla rivoluzione industriale inglese settecentesca. Con la morte di Maria Teresa, Giuseppe incominciò a introdurre più di 6.000 editti e 11.000 nuove leggi disegnate appositamente per regolare e riorganizzare ogni aspetto dell'impero. Nella politica interna, lo spirito del giuseppinismo si mostrava benevolente e paternalistico, con l'unico intento di rendere felice il suo popolo, ma coi criteri che meglio si accordavano al suo pensiero.
Giuseppe impostò il tutto personalmente, razionalizzando, centralizzando e uniformando il governo nelle diverse terre dei suoi domini, una gerarchia di cui egli solo si trovava all'apice come supremo autocrate. Dal personale di governo si aspettava devozione e spirito di servizio nei confronti dello Stato, come aveva egli per primo. Tale personale veniva scelto senza riguardo alla classe sociale o alle origini etniche, ma unicamente in base ai propri meriti. Per sottolineare ancora di più questo bisogno di unità, Giuseppe rese il tedesco l'unica lingua ufficiale per la conduzione degli affari in tutto l'impero, fatto che in particolare nel Regno d'Ungheria venne fortemente osteggiato, uno dei motivi per cui l'assemblea nazionale venne privata delle proprie prerogative e nemmeno più convocata.
Tra le riforme operate da Giuseppe II, vi fu quella dell'introduzione dell'uso obbligatorio del cognome in tutti i territori dell'impero, una consuetudine già entrata in uso nel Cinquecento, ma non ancora così sentita in molte parti dei domini asburgici, in particolare in quelle più arretrate o recentemente acquisite e quindi provenienti da altre tipologie di amministrazioni.

#### Riforme economiche

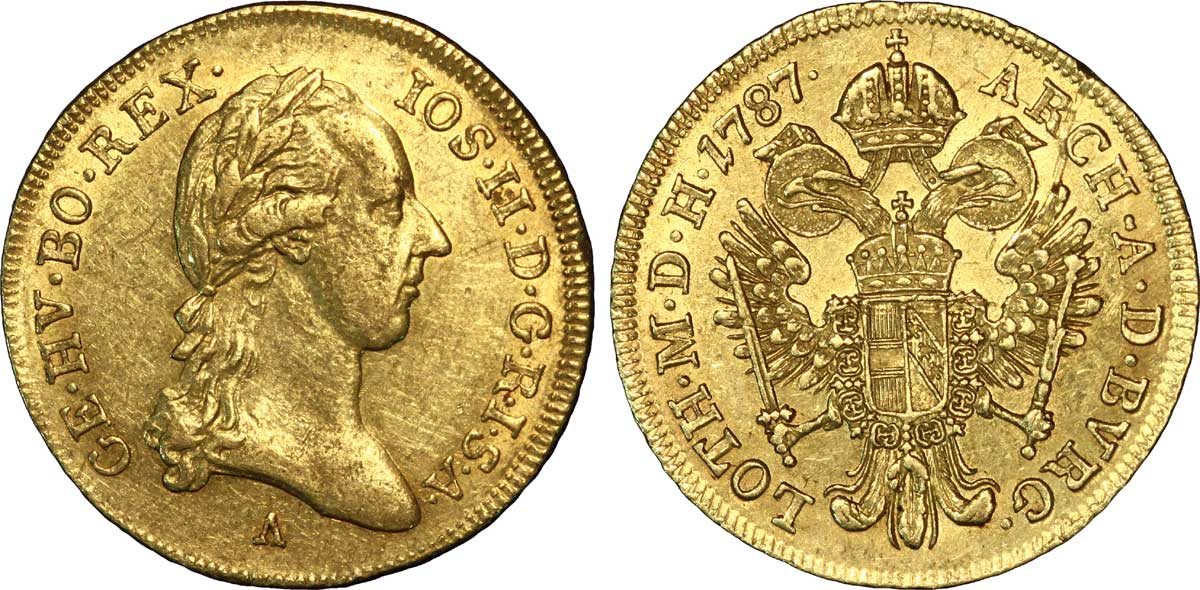
Giuseppe II su una moneta da un ducato d'oro del 1787

Servendosi di una figura chiave del suo regno, il ministro delle finanze conte Karl von Zinzendorf (1739–1813), Giuseppe II riuscì a introdurre un sistema uniforme per la gestione degli introiti e delle spese dello stato, nonché per il calcolo dei debiti dei territori della corona austriaca. Continuò l'opera di catasto voluta da sua madre (Catasto Teresiano) con il cosiddetto Catasto Giuseppino dal 1782 quando, in linea con la politica del giuseppinismo, decise di abolire tutte le esenzioni dall'imposta fondiaria di cui godevano le proprietà ecclesiastiche, fatto che si rivelò una vera e propria manna per rimpinguare le casse dello Stato austriaco.
L'Austria riuscì in questo a realizzare un sistema finanziario molto più solido di molti altri paesi della medesima epoca in Europa (si pensi ad esempio al caso della Francia, la cui situazione economica sarà una delle cause dello scoppio della Rivoluzione francese di li a poco). A ogni modo, gli eventi degli ultimi anni di governo di Giuseppe II suggeriscono che il governo si trovava ancora finanziariamente vulnerabile, come si vedrà dopo le guerre antirivoluzionarie seguite al 1792.

### Politica estera

#### Un panorama variegato

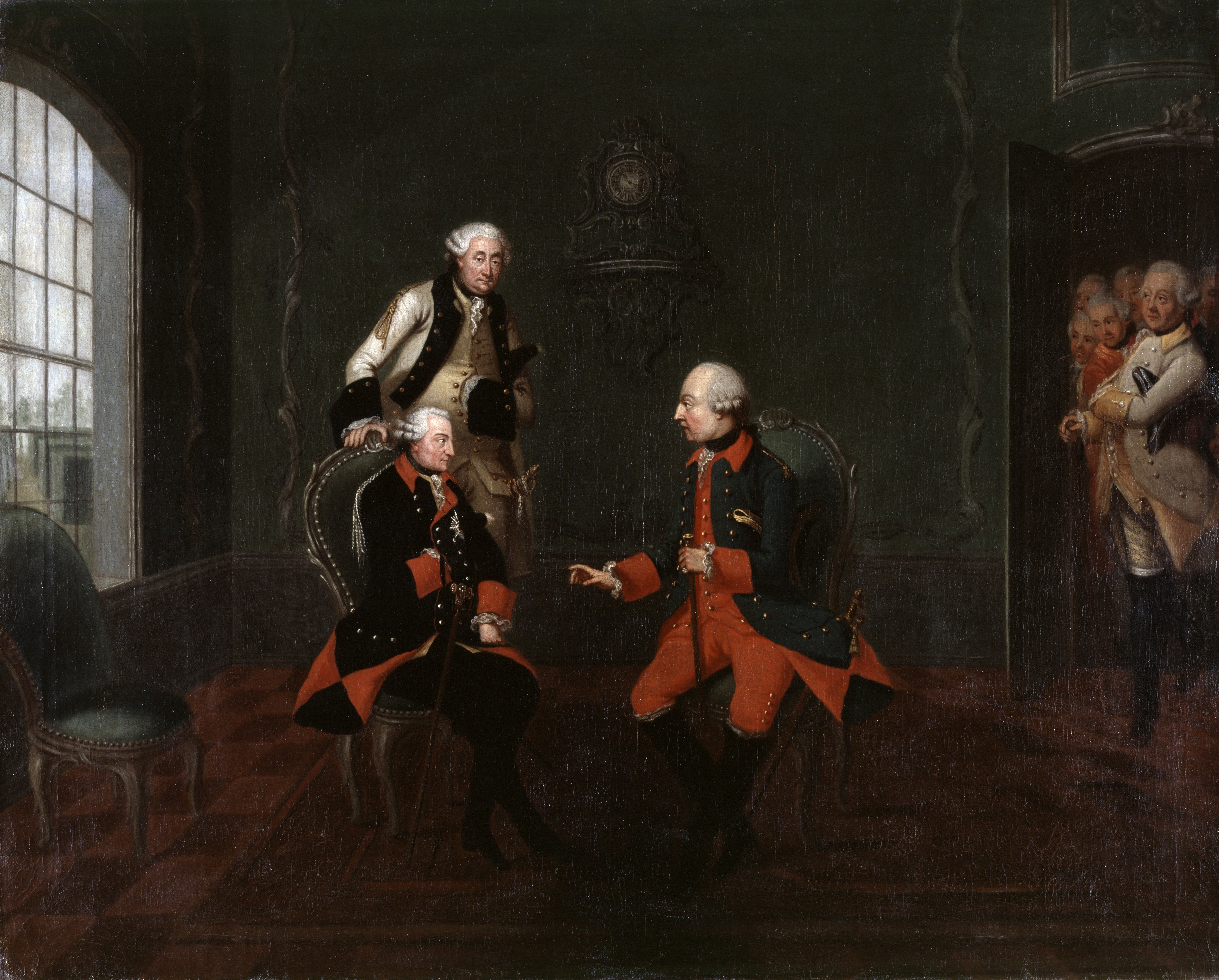
L'incontro fra l'imperatore Giuseppe II d'Asburgo-Lorena ed il re di Prussia Federico II di Hohenzollern, di Friedrich Wilhelm Bock, Palazzo di Sanssouci

La politica estera dell'imperatore Giuseppe II fu essenzialmente una politica di espansione, ma non certo favorita dalla fortuna. La partecipazione dell'Austria alla prima spartizione della Polonia apportò all'impero il governo della Galizia, che però dovette tornare presto alla Prussia in quanto essa si era proposta di partecipare al fianco della Prussia nella guerra contro i turchi, manifestando nel medesimo tempo il desiderio di ottenere un territorio che permettesse allo stato prussiano di collegarsi con i possedimenti baltici della Prussia dell'Est che si trovavano isolati dalla vicina Pomerania. Malgrado la vicinanza dell'Austria al governo russo di Caterina II, l'impero ebbe sempre un ruolo secondario nelle spartizioni della Polonia che seguirono. Grazie alla sua partecipazione nella prima spartizione della Polonia nel 1772, Giuseppe II riuscì a ottenere anche le ricche miniere di sale di Bochnia e di Wieliczka, oltre ad annettere all'impero i territori di Zator e Auschwitz (Oświęcim), parte della Piccola Polonia, con le contee di Cracovia e Sandomir, che perlomeno consentirono di giustificare gli sforzi bellici compiuti. Da molti storici questa fu reputata l'unica operazione diplomatico-militare nella quale Giuseppe II ebbe successo.
Nella guerra di successione bavarese, i trattati iniziali prevedevano che la Baviera sarebbe dovuta passare direttamente nelle mani dei domini ereditari asburgici e che i Wittelsbach avrebbero dovuto ottenere in cambio il governo dei Paesi Bassi austriaci, ma questo progetto fallì, lasciando invariata la situazione territoriale europea. Giuseppe II si rendeva infatti conto che la Baviera si trovava in una posizione geografica estremamente favorevole per l'Austria e che la sua acquisizione nei domini diretti avrebbe di molto favorito la sua politica di stabilità, mentre la situazione nei Paesi Bassi austriaci appariva sempre più problematica per le continue tensioni interne.
Nel 1787 Giuseppe II fece nuovamente pressione su Caterina II di Russia per ingaggiare una nuova guerra contro i turchi, alla quale l'Austria partecipò con buone vittorie, ma da cui trasse solo un minimo vantaggio.
La politica nei Balcani, inaugurata da Maria Teresa e portata avanti da Giuseppe II, rifletteva ancora chiaramente il cameralismo promosso dal principe Kaunitz, interessando prevalentemente il consolidamento delle terre di confine con la riorganizzazione e l'espansione della frontiera militare. La Transilvania venne incorporata nell'impero nel 1761, coi comandanti di reggimento locali che esercitarono poteri civili e militari nell'area. La "Populationistik" fu la teoria prevalente di colonizzazione che apportò prosperità in termini di lavoro. Giuseppe II portò avanti in queste aree anche le misure economiche adottate in politica interna. L'influenza asburgica fu un fattore essenziale nello sviluppo dei Balcani nell'ultima parte del XVIII secolo, in particolare per serbi e croati.

#### Reazioni alla politica estera di Giuseppe II

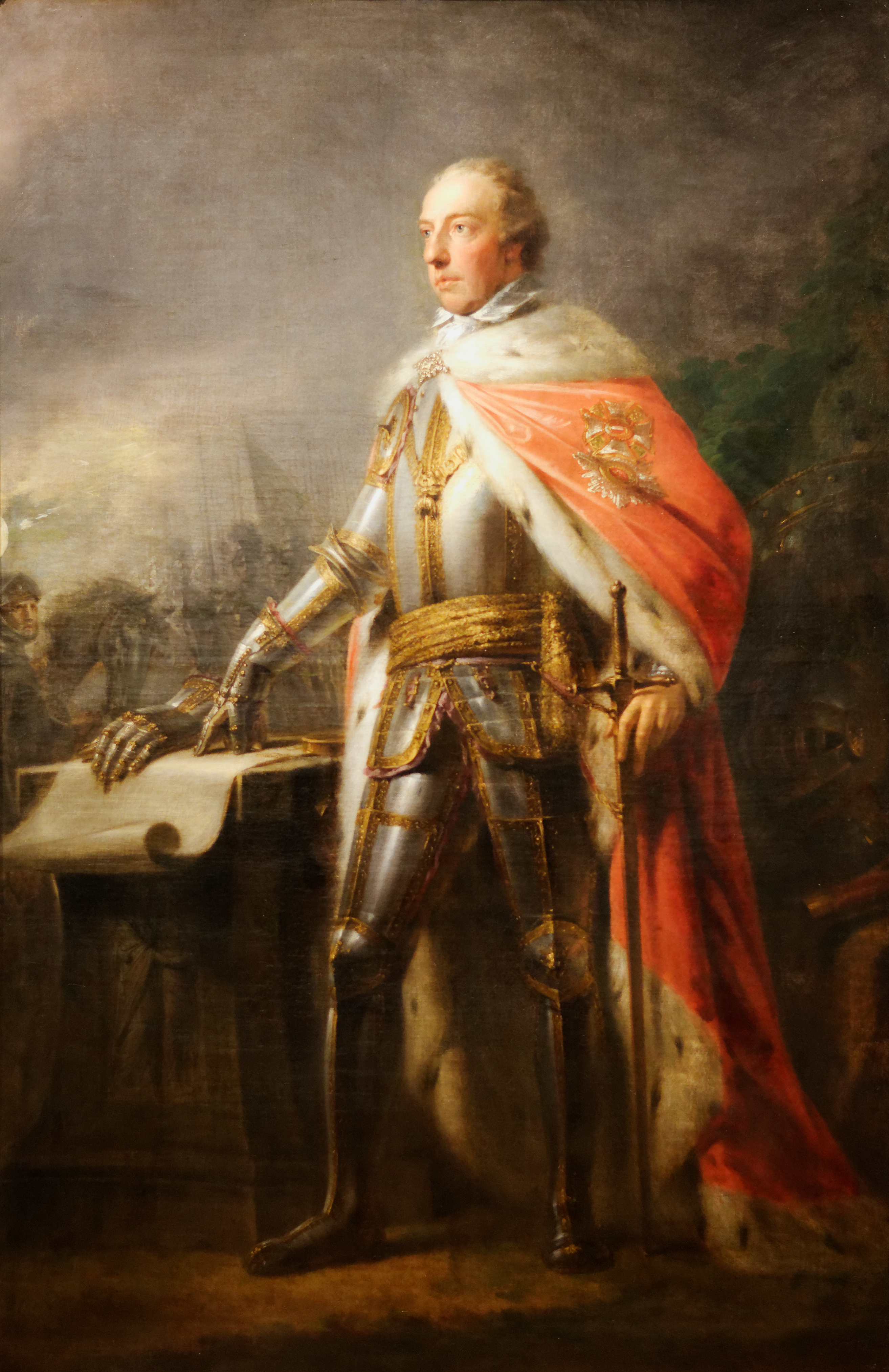
Giuseppe II, ritratto come supremo comandante militare delle forze imperiali da Joseph Hickel

Le numerose interferenze con i vecchi costumi tradizionali delle popolazioni componenti l'impero contribuiva a creare tensioni interne, ma ancora di più lo fece la politica estera di Giuseppe II, un espansionismo senza precedenti che, purtroppo, in molti casi non teneva conto di poter offendere alcuni preziosi e potenti vicini. Cercò di sbarazzarsi del Terzo trattato della Barriera, che impediva ai suoi sudditi fiamminghi di navigare lo Scheldt. Quando a questo fatto si oppose anche la Francia, Giuseppe II decise di rivolgersi ad altri schemi di alleanza con l'Impero russo per la spartizione dell'Impero ottomano e della Repubblica di Venezia. Anche questi piani dovettero essere abbandonati per la forte opposizione di altri stati confinanti e, in particolare, ancora una volta della Francia. Quando poi Giuseppe II riprese i suoi tentativi di ottenere la Baviera scambiandola con i Paesi Bassi austriaci, provocò solo la formazione del Fürstenbund organizzato da Federico II di Prussia.
L'aristocrazia in gran parte dell'impero fu ostile alla politica di tassazione di Giuseppe II nonché alle sue attitudini egualitarie e dispotiche: nei Paesi Bassi austriaci e in Ungheria venne mal visto in particolar modo il suo tentativo di subordinare tutto al governo di Vienna. Anche presso la gente comune incominciò a serpeggiare un certo malcontento. Solo poche settimane prima della sua morte, il direttore della polizia imperiale gli riferì: "Tutte le classi sociali, anche quelle che hanno il massimo rispetto per il sovrano, sono scontente e indignate."
In Lombardia le caute riforme di Maria Teresa avevano portato al supporto di molti riformatori locali al governo imperiale. Giuseppe II, con gli accentramenti verso Vienna, indebolì la posizione dominante della città di Milano nella gestione del dominio dell'Italia settentrionale nonché le sue tradizioni in materia di giurisdizione e amministrazione locale. Al posto dell'autonomia provinciale, l'imperatore optò per un centralismo illimitato, che ridusse la Lombardia politicamente ed economicamente a un'area periferica dell'impero. La reazione in loco a questi cambiamenti radicali venne proprio dalla borghesia, che incominciò ad allontanarsi dallo spirito di cooperazione che aveva avuto in tutto il secolo, tramutandolo in strenua opposizione e gettando le basi per il liberalismo lombardo, che sarà uno dei cardini unitari dell'Italia risorgimentale.
Anche nel campo delle riforme linguistiche non andò meglio: nel 1784, quando Giuseppe II aveva tentato di rendere il tedesco l'unica lingua ufficiale dell'impero, rinominando dal 1776 il Burgtheater di Vienna in Teatro Nazionale Tedesco, l'ungherese Ferenc Széchényi rispose con la convocazione di un convegno dove disse: "Vedremo se il suo patriottismo passerà anche attraverso la Corona." Julius Keglević rispose con una lettera in tedesco a Giuseppe II nella quale scrisse: "Vi scrivo in tedesco, Vostra Grazia, non per via dell'istruzione, ma perché ho a che fare con un cittadino tedesco." Il "cittadino tedesco" Giuseppe II, infatti, aveva recentemente portato la Sacra Corona d'Ungheria a Vienna, dando le chiavi del cofanetto nella quale essa era riposta alle guardie Joseph Keglević e Miklos Nádasdy. Giuseppe II preferì non incoronarsi re d'Ungheria e Ferenc Széchényi si ritirò dalla politica per protesta. L'Allgemeines bürgerliches Gesetzbuch, detto anche Josephinisches Gesetzbuch, il predecessore dell'Allgemeines bürgerliches Gesetzbuch, il codice civile dell'Austria che applicava a tutti i cittadini l'uguaglianza, venne pubblicato il 1º novembre 1786 dopo 10 anni di lavoro. All'art. 1 si trovava riportato: "Ogni suddito si aspetta la sicurezza dal principe del suo territorio e la protezione necessaria, ed è quindi dovere del principe del territorio determinare con chiarezza i diritti delle persone al fine di guidarle nelle loro azioni e per il solo raggiungimento della prosperità universale e del singolo." Come si può notare vi è una chiara differenza tra i diritti e i doveri dei cittadini, ma non altrettanto per il monarca. Il termine poi di principe territoriale (Landesfürst) non corrisponde a quello di principe nazionale (Volksfürst). In Ungheria il testo non venne promulgato come parte integrante dell'impero e pertanto la nazione rimase senza un codice civile sino al 1959. La corona venne riportata in Ungheria nel 1790, occasione che venne felicemente salutata da tutto il popolo. Una delle ragioni per cui Giuseppe II rifiutò di venire incoronato re d'Ungheria era probabilmente il fatto di aver letto che Alcuino aveva scritto in una lettera a Carlomagno nel 798: "E questi popoli non devono essere ascoltati da chi porta la voce di Dio, perché i riottosi tra il popolo sono spesso troppo vicini alla pazzia."
Nel 1790 scoppiarono delle ribellioni di protesta contro le riforme di Giuseppe II nei Paesi Bassi austriaci (Rivoluzione del Brabante) e in Ungheria, mentre altri domini continuavano a essere irrequieti sotto il peso della guerra con gli ottomani. Con l'impero a rischio di dissoluzione, Giuseppe II fu più volte costretto ad abbandonare molti dei suoi progetti di riforma, che comunque sono giunti sino a noi anche se solo sulla carta.

### Istruzione e sviluppo della medicina
Per aumentare l'alfabetizzazione della popolazione dell'impero, Giuseppe II rese obbligatoria l'istruzione elementare per maschi e femmine, mentre mantenne elitari i più alti livelli di istruzione. Creò borse di studio per gli studenti poveri ma talentuosi e permise la creazione di scuole per gli ebrei e per altre minoranze religiose. Nel 1784 ordinò che la lingua ufficiale dell'istruzione passasse dal latino al tedesco, un fatto largamente controverso in un impero multiculturale come il suo.
Dal XVIII secolo, inoltre, si sviluppò largamente anche in Austria la medicina, con la richiesta sempre maggiore di medici per la cura della popolazione. Le città impiegavano infatti grandi fondi nel mantenimento di ospedali locali e la monarchia nel contempo voleva porre fine alle costose quarantene epidemiche che bloccavano periodicamente interi settori. Giuseppe II per questo tentò di centralizzare il servizio di cure mediche a Vienna tramite la costruzione di un unico grande ospedale, il famoso Allgemeines Krankenhaus che venne aperto nel 1784. Questo, però, peggiorò notevolmente la sanità nazionale, causando ulteriori sviluppi di focolai epidemici e la morte del 20% dei pazienti nel nuovo ospedale - tristemente famose furono le innumerevoli morti a causa della febbre puerperale, combattuta da Ignác Semmelweis - ma la città divenne uno dei principali centri medici del secolo successivo.

### Il viaggio in incognito
Una delle attività di politica estera che Giuseppe II mise in atto fu quella di compiere un viaggio in Europa in incognito, sotto il falso nome di Conte di Falkenstein, così da poter studiare meglio la vita dei propri sudditi e ciò che di meglio poteva trovare all'estero. Egli era conscio infatti che la sua presenza come imperatore in un viaggio ufficiale non gli avrebbe consentito di cogliere tutti quegli aspetti dell'ordinaria quotidianità che egli intendeva invece trarre da questo suo viaggio. Egli originò il proprio falso nome dalla contea di Falkenstein, nel Palatinato settentrionale odierno (circa 125 km², 4 000 abitanti) che era una delle proprietà degli Asburgo e l'unico patrimonio territoriale derivatogli direttamente dai Lorena.
Nei suoi 7102 giorni di regno, quasi 25 anni, Giuseppe II trascorse fuori dalla sua residenza un totale di 2260 giorni. Tutti i suoi viaggi erano sempre preparati con la massima precisione di calcolo dallo stesso imperatore. In una lettera datata 19 maggio 1777 e inviata al fratello Pietro Leopoldo mentre era in partenza da Parigi, Giuseppe scrisse: "... Ho calcolato il mio tempo e la distanza... ho un totale di 39 giorni di viaggio davanti a me...". Tenne sempre un diario molto aggiornato dei suoi viaggi con annotazioni ed esperienze quotidiane, il che rappresenta un vero e proprio spaccato di vita dell'epoca nonché del pensiero di Giuseppe II.

#### Primi viaggi
Nel 1768 visitò il Banato, una delle regioni estreme del suo impero, facendo tappa alla fortezza di Timișoara, chiamata in suo onore all'epoca Josefstadt.
Nel 1769 Giuseppe II si recò in viaggio a Roma e quindi a Napoli per visitare sua sorella Maria Carolina, regina consorte di Ferdinando IV. Nello stesso anno intraprese un altro viaggio che lo portò in Boemia e in Moravia dove, a Slawikowitz, aiutò un contadino locale, Kartos, ad arare un campo.
Nel 1773 compì un nuovo viaggio nel Banato, visitando anche la Transilvania e la Galizia da poco acquisita. In Transilvania ebbe modo di visitare i villaggi di Großpold e Neppendorf dove erano presenti forti comunità luterane. A Sibiu l'imperatore soggiornò alla locanda della "Stella Blu", che più tardi venne rinominata dell'"Imperatore Romano".

#### Viaggio in Francia
Nel 1777 Giuseppe II viaggiò in Francia, sempre sotto il falso nome di conte di Falkenstein, con il conte Johann Philipp von Cobenzl e il conte Joseph Colloredo-Mels e Wallsee come accompagnatori. Questo suo viaggio, oltre che per avere la possibilità di rivedere la Francia, aveva anche lo scopo di recarsi in visita a sua sorella Maria Antonietta, il cui comportamento aveva destato preoccupazione anche presso la corte di Vienna per via della sua interferenza nella politica interna francese, dal momento che aveva addirittura proposto l'annessione di gran parte della Baviera e della Svizzera. È controversa l'ipotesi secondo la quale sarebbe stato proprio Giuseppe II a consigliare il cognato Luigi XVI a operarsi di fimosi per adempiere ai propri doveri dinastici, dal momento che i documenti relativi a tale operazione non sono disponibili negli archivi francesi. Un'indicazione di questa ipotesi potrebbe essere il fatto che Giuseppe portò alla corte francese il chirurgo italiano Giovanni Alessandro Brambilla, rinomato specialista nel campo.
Nel viaggio colse l'occasione per visitare Monaco di Baviera, Stoccarda, Strasburgo e Nancy per poi passare a Brest, Nantes, Orléans, Bordeaux, San Sebastián, Tolosa, Marsiglia, Ginevra, Basilea, Friburgo, Costanza, Innsbruck e giungere infine alla capitale austriaca. Il diario del viaggio in Francia di Giuseppe II non ci è giunto, ma ci sono invece giunte le lettere che egli inviò alla madre e ai fratelli dalla Francia e che vennero pubblicate solo nel 1866-1869 da Alfred Arneth.
Durante questo periodo francese Giuseppe II ebbe modo di incontrare alcuni dei principali geni dell'illuminismo del suo tempo, come Buffon, Albrecht von Haller, Lavater, Rousseau e Voltaire. Egli rivolse la sua attenzione in particolare all'analisi delle istituzioni sociali, agli impianti industriali e alle installazioni militari. In Francia Giuseppe ebbe modo di incontrare il ministro francese Vergennes, il quale descrisse l'imperatore come "ambizioso e dispotico".

#### Altri viaggi
Il conte di Falkenstein viaggiò ancora in incognito nel 1781 nei Paesi Bassi austriaci. Alla fine di maggio di quello stesso anno giunse a ispezionare la fortezza militare di Namur, per poi spostarsi a visitare Charleroi, Dunkerque, Ostenda, Bruges, Gand, Anversa, Lovanio, Bruxelles, dove ebbe modo di visitare porti, fabbriche, allevamenti, ospedali e orfanotrofi. Si recò dunque nella Repubblica delle Sette Province Unite ed ebbe modo di visitare personalmente la collezione di storia naturale dello stadtholder Guglielmo V d'Orange all'Aia, i giardini di Unico Wilhelm van Wassenaer ed ebbe modo di incontrare il sindaco Joachim Rendorp ad Amsterdam, col quale segretamente impostò le basi per il confine sul vicino fiume con il principe Luigi Ernesto di Brunswick-Lüneburg. Visitò Den Helder, Zaandam e il villaggio di Broek. Alla fine di luglio viaggiò attraverso Maastricht e poi fu a Parigi. Nel viaggio di ritorno passò per Mömpelgard, Costanza e quindi giunse a Vienna.
Nel 1783 Giuseppe II passò nuovamente in Transilvania, dove ebbe modo di raccogliere numerose petizioni e spunti di riflessione, in particolare dai valacchi e dall'aristocrazia ungherese. Nel 1781, infatti, Giuseppe II aveva abolito la servitù della gleba nelle terre locali, incontrando però in questo resistenza da parte della nobiltà locale.
Nell'aprile del 1787 Giuseppe II, preparandosi ormai a una nuova guerra contro i turchi, pensò di continuare a viaggiare in incognito alla volta della Russia. Ai primi di giugno del 1787 intraprese quindi un tour in Crimea e già alla fine di giugno fece ritorno a Vienna. L'incontro con la zarina Caterina confermò le sue opinioni personali sul conto dell'imperatrice russa e ne concluse che entrambi erano favorevolmente orientati ad attaccare l'Impero ottomano e a dominare il mar Nero. Nel 1780 già era rimasto tre settimane a San Pietroburgo.

### Riforme religiose e giuseppinismo

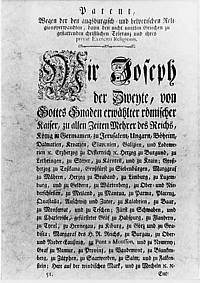
La Patente di tolleranza del 1781

Uno degli aspetti sicuramente più rilevanti della politica di governo di Giuseppe II può però essere considerato il cosiddetto giuseppinismo che cambiò con una svolta radicale la concezione della religione non solo nei domini asburgici, ma in tutta Europa.
Durante il regno di Giuseppe d'Asburgo fu soppresso un terzo dei conventi e furono ridotti di numero gli ordini contemplativi e religiosi. I conventi chiusi furono almeno 700 e i religiosi passarono da 65 000 a 27 000. Nello stesso tempo l'imperatore promosse la creazione di seminari statali per istruire tutto il clero e di collegi, come il Collegio Germanico-Ungarico di Pavia.
Tra il 1781 e il 1785 l'imperatore abolì le discriminazioni religiose nei confronti di luterani, calvinisti, ortodossi, ebrei e massoni (Patente di tolleranza).
Riassumendo, quattro sono gli obiettivi delle sue riforme ecclesiastiche:
- ridurre la Chiesa sotto il completo controllo dell'autorità statale.[14] Per questo bisognava rendere più difficili se non impossibili i rapporti dei vescovi con Roma:
  - estensione del placet governativo a tutti gli atti che provenivano da Roma;
  - limitazione o soppressione delle immunità della Chiesa, specie il foro ecclesiastico;
  - permesso ai vescovi di dare le dispense matrimoniali senza ricorrere a Roma;
  - interdetto l'appello a Roma, vietate le relazioni dirette con la Curia romana, sottratti i religiosi dalla dipendenza dai superiori generali di stanza a Roma, proibito ai seminaristi di studiare al Collegio Germanico di Roma;
  - esclusiva giurisdizione statale sul matrimonio religioso.
- riordinamento della situazione economica del clero. Tale situazione non era delle migliori, soprattutto per i religiosi. Per questo confiscò i beni di istituzioni religiose sclerotizzate, i beni male o poco utilizzati e i beni dei conventi contemplativi che fece chiudere; con il ricavato creò un fondo per il culto, che li avrebbe distribuiti secondo le necessità. Il clero fu stipendiato dallo Stato e vennero create 700 nuove parrocchie, sostitutive dei 700 monasteri soppressi. Il tutto quindi, anche economicamente, dipendeva dallo Stato.
- riforma degli studi ecclesiastici. Vennero creati 4 seminari generali (Vienna, Pest, Pavia e Lovanio) e 8 proseminari (Praga, Olomouc, Graz, Innsbruck, Friburgo, Lussemburgo e due a Leopoli), in cui gli allievi avrebbero dovuto seguire un programma di studi in cui prevalevano le discipline positive (storia, diritto, scrittura, patristica). Questo nuovo indirizzo, sorto sotto l'influsso del benedettino Rautenstrauch, si opponeva al metodo scolastico dei gesuiti (teologia speculativa decadente), ma era caratterizzato dall'ispirazione giusnaturalistica dei testi e dei professori imposti dallo Stato e dalla prevalenza della morale e della pastorale sul dogma.
- riforma della cura pastorale. Una serie di leggi dette un nuovo assetto alle diocesi e alle parrocchie (creandone di nuove specialmente nelle campagne, prima povere di assistenza spirituale), soppresse un terzo dei conventi, ridusse le feste di precetto, riorganizzò il culto (fin nei minimi dettagli: numero di candele, durata della predica, numero degli altari per chiesa, limitazione del turibolo, ecc.).

Tale politica ecclesiastica suscitò l'opposizione del papa Pio VI, che nel 1782 andò fino a Vienna per tentare invano di moderare le riforme dell'imperatore, che a ogni modo fu irremovibile.

### Ultimi anni e morte

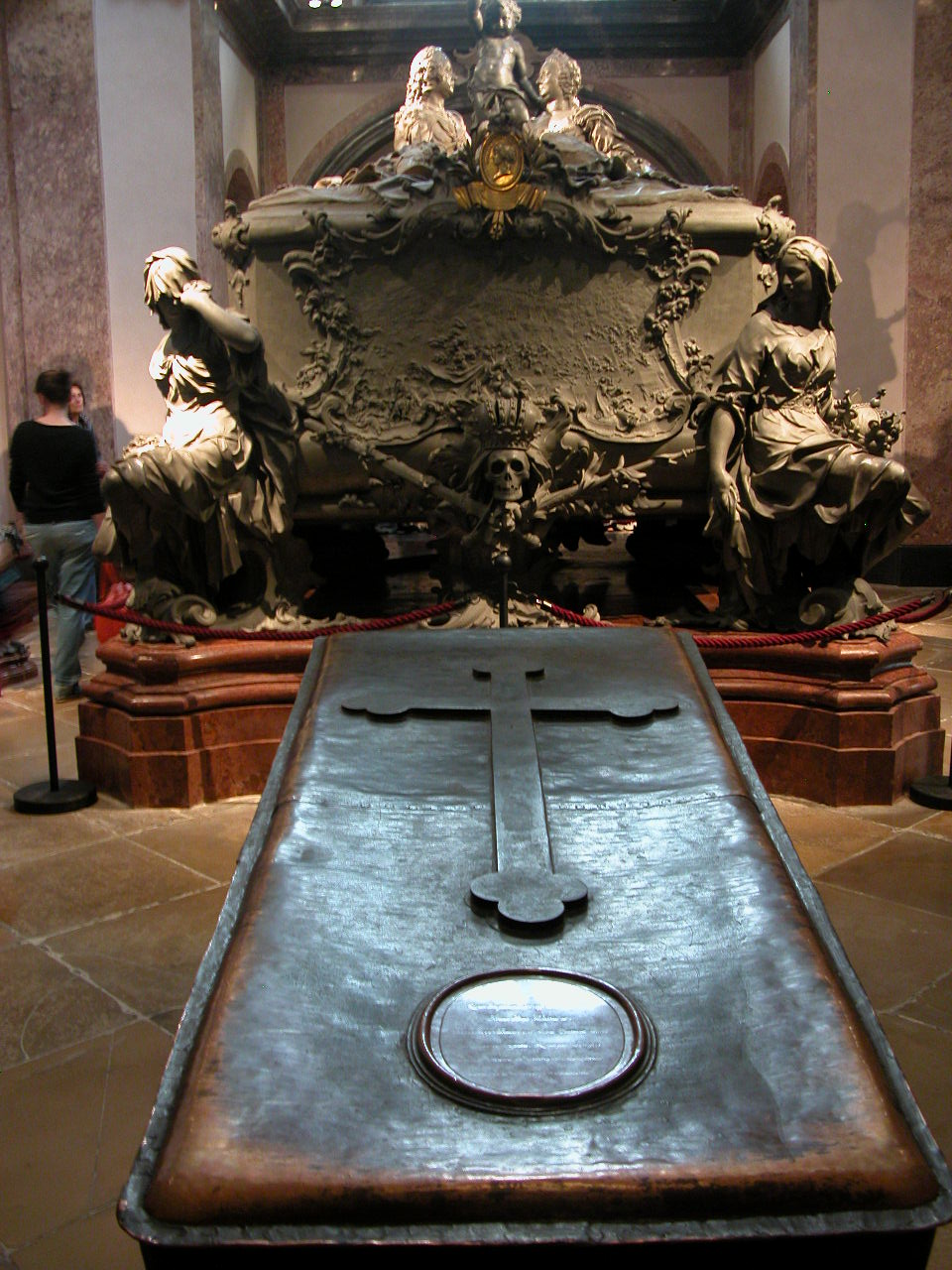
La semplice bara di piombo di Giuseppe II davanti a quella elaborata e monumentale dei genitori nella Kapuzinergruft di Vienna

Nel novembre del 1788 Giuseppe II fece ritorno a Vienna dopo un suo viaggio nel quale si era ammalato gravemente, a tal punto che già nel 1789 si era pensata per lui una co-reggenza del fratello ed erede Leopoldo, anche per affrontare una situazione internazionale poco favorevole: infatti le truppe imperiali si erano perlopiù accentrate sul confine belga dopo i primi sentori rivoluzionari francesi dell'estate di quello stesso anno. In Ungheria, poi, i nobili locali erano in aperta ribellione e in tutti gli stati dell'impero si potevano veder scoppiare quasi quotidianamente piccole e medie rivolte che portavano alla ribalta i sentimenti di rivendicazione nazionalistica.
Giuseppe venne però abbandonato a sé stesso, a tal punto che Kaunitz, suo ministro di fiducia, si rifiutò di recargli visita quando si trovava a letto sofferente e non lo vide per i successivi due anni di vita dell'imperatore. Pietro Leopoldo, il fratello minore dell'imperatore, rimaneva a Firenze dove era granduca, incurante delle sorti dell'impero del fratello.
L'imperatore Giuseppe II morì il 20 febbraio 1790 di tubercolosi. In mancanza di discendenti, gli successe, come era facile prevedere, il fratello minore Leopoldo. Il suo corpo venne sepolto nella tomba 42 della Kapuzinergruft (Cripta dei Cappuccini) di Vienna assieme alle salme dei suoi antenati. In occasione della sua morte Ludwig van Beethoven compose la Cantata per la morte di Giuseppe II WoO87 per orchestra, coro e voci soliste.
Egli stesso dettò il suo epitaffio: "Hier ruht Joseph II., der in allem versagte, was er unternahm" ("Qui giace Giuseppe II, colui che fallì qualsiasi cosa che intraprese").

## Matrimoni e figli
Il 6 ottobre 1760 Giuseppe sposò la principessa Isabella di Borbone-Parma, da cui ebbe due figlie, morte entrambe in tenera età:
- Maria Teresa (1762-1770);
- Maria Cristina (1763).

Dopo la morte della regina consorte Isabella nel 1763, proprio nel disperato tentativo di dare alla luce la seconda figlia, Giuseppe si risposò il 23 gennaio 1765 con Maria Giuseppa di Baviera, figlia dell'ex imperatore Carlo VII e di sua zia Maria Amalia d'Asburgo, dalla quale a ogni modo non ebbe figli.

## Ascendenza
|                                               |                      |                                       | Genitori                                                     |  |  | Nonni |  |  | Bisnonni          |  |  | Trisnonni           |  |
|                                               |                      |                                       |                                                              |  |  |       |  |  | Carlo V di Lorena |  |  | Nicola II di Lorena |  |
|                                               |                      |                                       |                                                              |  |  |       |  |  | Carlo V di Lorena |  |  | Nicola II di Lorena |  |
|                                               |                      | Claudia Francesca di Lorena           |                                                              |  |  |       |  |  | Carlo V di Lorena |  |  |                     |  |
| Leopoldo di Lorena                            |                      |                                       |                                                              |  |  |       |  |  | Carlo V di Lorena |  |  |                     |  |
|                                               |                      | Eleonora Maria Giuseppina d'Austria   | Ferdinando III d'Asburgo                                     |  |  |       |  |  |                   |  |  |                     |  |
|                                               |                      | Eleonora Maria Giuseppina d'Austria   | Ferdinando III d'Asburgo                                     |  |  |       |  |  |                   |  |  |                     |  |
|                                               |                      | Eleonora Maria Giuseppina d'Austria   | Eleonora Gonzaga-Nevers                                      |  |  |       |  |  |                   |  |  |                     |  |
| Francesco I di Lorena                         |                      | Eleonora Maria Giuseppina d'Austria   |                                                              |  |  |       |  |  |                   |  |  |                     |  |
|                                               |                      | Filippo I di Borbone-Orléans          | Luigi XIII di Francia                                        |  |  |       |  |  |                   |  |  |                     |  |
|                                               |                      | Filippo I di Borbone-Orléans          | Luigi XIII di Francia                                        |  |  |       |  |  |                   |  |  |                     |  |
|                                               |                      | Filippo I di Borbone-Orléans          | Anna d'Austria                                               |  |  |       |  |  |                   |  |  |                     |  |
| Elisabetta Carlotta di Borbone-Orléans        |                      | Filippo I di Borbone-Orléans          |                                                              |  |  |       |  |  |                   |  |  |                     |  |
|                                               |                      | Elisabetta Carlotta di Baviera        | Carlo I Luigi del Palatinato                                 |  |  |       |  |  |                   |  |  |                     |  |
|                                               |                      | Elisabetta Carlotta di Baviera        | Carlo I Luigi del Palatinato                                 |  |  |       |  |  |                   |  |  |                     |  |
|                                               |                      | Elisabetta Carlotta di Baviera        | Carlotta d'Assia-Kassel                                      |  |  |       |  |  |                   |  |  |                     |  |
| Giuseppe II d'Asburgo-Lorena                  |                      | Elisabetta Carlotta di Baviera        |                                                              |  |  |       |  |  |                   |  |  |                     |  |
|                                               | Leopoldo I d'Asburgo | Ferdinando III d'Asburgo              |                                                              |  |  |       |  |  |                   |  |  |                     |  |
|                                               | Leopoldo I d'Asburgo | Ferdinando III d'Asburgo              |                                                              |  |  |       |  |  |                   |  |  |                     |  |
|                                               | Leopoldo I d'Asburgo | Maria Anna di Spagna                  |                                                              |  |  |       |  |  |                   |  |  |                     |  |
| Carlo VI d'Asburgo                            | Leopoldo I d'Asburgo |                                       |                                                              |  |  |       |  |  |                   |  |  |                     |  |
|                                               |                      | Eleonora del Palatinato-Neuburg       | Filippo Guglielmo del Palatinato                             |  |  |       |  |  |                   |  |  |                     |  |
|                                               |                      | Eleonora del Palatinato-Neuburg       | Filippo Guglielmo del Palatinato                             |  |  |       |  |  |                   |  |  |                     |  |
|                                               |                      | Eleonora del Palatinato-Neuburg       | Elisabetta Amalia d'Assia-Darmstadt                          |  |  |       |  |  |                   |  |  |                     |  |
| Maria Teresa d'Asburgo                        |                      | Eleonora del Palatinato-Neuburg       |                                                              |  |  |       |  |  |                   |  |  |                     |  |
|                                               |                      | Luigi Rodolfo di Brunswick-Lüneburg   | Antonio Ulrico di Brunswick-Lüneburg                         |  |  |       |  |  |                   |  |  |                     |  |
|                                               |                      | Luigi Rodolfo di Brunswick-Lüneburg   | Antonio Ulrico di Brunswick-Lüneburg                         |  |  |       |  |  |                   |  |  |                     |  |
|                                               |                      | Luigi Rodolfo di Brunswick-Lüneburg   | Elisabetta Giuliana di Schleswig-Holstein-Sonderburg-Norburg |  |  |       |  |  |                   |  |  |                     |  |
| Elisabetta Cristina di Brunswick-Wolfenbüttel |                      | Luigi Rodolfo di Brunswick-Lüneburg   |                                                              |  |  |       |  |  |                   |  |  |                     |  |
|                                               |                      | Cristina Luisa di Oettingen-Oettingen | Alberto Ernesto I di Oettingen-Oettingen                     |  |  |       |  |  |                   |  |  |                     |  |
|                                               |                      | Cristina Luisa di Oettingen-Oettingen | Alberto Ernesto I di Oettingen-Oettingen                     |  |  |       |  |  |                   |  |  |                     |  |
|                                               |                      | Cristina Luisa di Oettingen-Oettingen | Cristina Federica di Württemberg                             |  |  |       |  |  |                   |  |  |                     |  |
|                                               |                      | Cristina Luisa di Oettingen-Oettingen |                                                              |  |  |       |  |  |                   |  |  |                     |  |

## Titolatura
S.M.I. e R. Ap. Giuseppe II
per la grazia di Dio,
eletto Sacro romano Imperatore, sempre augusto,
Re in Germania e di Gerusalemme, d'Ungheria, Boemia, Dalmazia, Croazia, Slavonia, Galizia e Lodomiria;
Arciduca d'Austria,
Duca di Borgogna, di Lorena, di Stiria, di Carinzia e di Carniola,
Gran Duca di Toscana,
Gran Principe di Transilvania,
Margravio di Moravia,
Duca di Brabante, di Limburgo, di Lussemburgo e di Gheldria, del Württemberg, d'Alta e Bassa Slesia, di Milano, di Mantova, di Parma, Piacenza e Guastalla, d'Auschwitz e Zator, di Calabria, di Bar, di Monferrato e di Teschen,
Principe di Svevia e di Charleville,
Conte principesco d'Asburgo, di Fiandre, del Tirolo, di Hennegau, di Kyburg, di Gorizia e Gradisca,
Margravio del Sacro Romano Impero di Burgau, d'Alta e Bassa Lusazia, di Pont-à-Mousson e di Nomeny,
Conte di Namur, di Provenza, di Vaudémont, di Blâmont, di Zutphen, di Sarrewerden, di Salm e di Falkenstein,
Signore della Marca dei Vendi e di Mecheln, 
Signore di Trieste
ecc., ecc. [4]

## Nella cultura di massa
Nel film Amadeus del 1984 è interpretato dall'attore Jeffrey Jones e il suo personaggio è presentato come genericamente bendisposto nei confronti dell'opera di Mozart, sebbene non sia tratteggiato come un intenditore di musica.